# Termonukleare våben
Et termonukleart våben er et kernevåben, der bruger energien fra en primær kernefissionsreaktion til at komprimere og antænde en sekundær kernefusionsreaktion. Resultatet er en voldsomt forøget eksplosiv kraft sammenlignet med enkelt-stadie fissionsvåben. Det kaldes i daglig tale for en brintbombe eller H-bombe (efter den kemiske betegnelse for hydrogen), da det anvender fusion af hydrogen-isotoper.
Den første fuld-skala termonukleare test blev foretaget af USA i 1952; konceptet er sidenhen blevet anvendt af de fleste af verdens atommagter i deres design af våben. Det moderne design af alle termonukleare våben i USA kendes som Teller–Ulam-konfigurationen, navngivet efter dets to centrale bidragsydere, Edward Teller og Stanislaw Ulam, som udviklede det i 1951 for USA, med nogle koncepter udviklet sammen med John von Neumann. Lignende enheder er blevet udviklet af Sovjetunionen, Storbritannien, Kina og Frankrig.
Da termonukleare våben repræsenterer det mest effektive design for energiafkast i våben med afkast over 50 kilotons of TNT (210 TJ), er næsten alle kernevåben i anvendelse i de fem atommagter under NPT i dag termonukleare våben, der gør brug af Teller–Ulam-designet.

## Fodnoter
1. ↑  Fra National Public Radio Talk of the Nation, November 8, 2005, Siegfried Hecker fra Los Alamos, "the hydrogen bomb – that is, a two-stage thermonuclear device, as we referred to it – is indeed the principal part of the U.S. arsenal, as it is of the Russian arsenal."
2. ↑  Teller, Edward; Ulam, Stanislaw (9. marts 1951). "On Heterocatalytic Detonations I. Hydrodynamic Lenses and Radiation Mirrors" (PDF). LAMS-1225. Los Alamos Scientific Laboratory. Arkiveret fra originalen (PDF) 4. april 2019. Hentet 26. september 2014. {{cite journal}}: Cite journal kræver |journal= (hjælp) på Nuclear Non-Proliferation Institute Arkiveret 29. november 2018 hos  Wayback Machine.
3. ↑  Carey Sublette (3. juli 2007). "Nuclear Weapons FAQ Section 4.4.1.4 The Teller–Ulam Design". Nuclear Weapons FAQ. Hentet 17. juli 2011. "So far as is known all high yield nuclear weapons today (>50 kt or so) use this design."

| Fysik | Spire Denne artikel om fysik er en spire som bør udbygges. Du er velkommen til at hjælpe Wikipedia ved at udvide den. |